# Трение
Тре́ние — процесс механического взаимодействия соприкасающихся тел при их относительном смещении в плоскости касания (внешнее трение) либо при относительном смещении параллельных слоёв жидкости, газа или деформируемого твёрдого тела (внутреннее трение, или вязкость). Далее в этой статье под трением понимается лишь внешнее трение. Изучением процессов трения занимается раздел физики, который называется механикой фрикционного взаимодействия, или трибологией.
Трение главным образом имеет электронную природу при условии, что вещество находится в нормальном состоянии. В сверхпроводящем состоянии вдалеке от критической температуры основным «источником» трения являются фононы, а коэффициент трения может уменьшиться в несколько раз.

## Сила трения
Сила трения — это сила, возникающая при соприкосновении двух тел и препятствующая их относительному движению. Причиной возникновения трения является шероховатость трущихся поверхностей и взаимодействие молекул этих поверхностей. Сила трения зависит от материала трущихся поверхностей и от того, насколько сильно эти поверхности прижаты друг к другу. В простейших моделях трения (закон Кулона для трения) считается, что сила трения прямо пропорциональна силе нормальной реакции между трущимися поверхностями. В целом же, в связи со сложностью физико-химических процессов, протекающих в зоне взаимодействия трущихся тел, процессы трения принципиально не поддаются описанию с помощью простых моделей классической механики.

### Разновидности силы трения
При наличии относительного движения двух контактирующих тел силы трения, возникающие при их взаимодействии, можно подразделить на:
- Трение скольжения — сила, возникающая при поступательном перемещении одного из контактирующих/взаимодействующих тел относительно другого и действующая на это тело в направлении, противоположном направлению скольжения.
- Трение качения — момент сил, возникающий при качении одного из двух контактирующих/взаимодействующих тел относительно другого.
- Трение покоя — сила, возникающая между двумя контактирующими телами и препятствующая возникновению относительного движения. Эту силу необходимо преодолеть для того, чтобы привести два контактирующих тела в движение друг относительно друга. Возникает при микроперемещениях (например, при деформации) контактирующих тел. Она действует в направлении, противоположном направлению возможного относительного движения.
- Трение кручения — момент силы, возникающий между двумя контактирующими телами при вращении одного из них относительно другого и направленный против вращения. Определяется формулой: {\displaystyle M=pN}, где {\displaystyle N} — нормальное давление, {\displaystyle p} — коэффициент трения кручения, имеющий размерность длины[1].

### Характер фрикционного взаимодействия
В физике взаимодействие трения принято разделять на:
- сухое, когда взаимодействующие твёрдые тела не разделены никакими дополнительными слоями/смазками (в том числе и твёрдыми смазочными материалами) — очень редко встречающийся на практике случай, характерная отличительная черта сухого трения — наличие значительной силы трения покоя;
- граничное, когда в области контакта могут содержаться слои и участки различной природы (оксидные плёнки, жидкость и так далее) — наиболее распространённый случай при трении скольжения;
- смешанное, когда область контакта содержит участки сухого и жидкостного трения;
- жидкостное (вязкое), при взаимодействии тел, разделённых слоем твёрдого тела (порошком графита), жидкости или газа (смазки) различной толщины — как правило, встречается при трении качения, когда твёрдые тела погружены в жидкость, величина вязкого трения характеризуется вязкостью среды;
- эластогидродинамическое (вязкоупругое), когда решающее значение имеет внутреннее трение в смазывающем материале, возникает при увеличении относительных скоростей перемещения.

### Сила реакции опоры

Схема свободного тела для блока на пандусе. Стрелки — это векторы, указывающие направления и величины сил. N — сила реакции опоры, mg — сила тяжести, а F_{f} — сила трения.

Сила нормальной реакции определяется как результирующая сила, сжимающая две параллельные поверхности вместе, а её направление перпендикулярно этим поверхностям. В простом случае, когда масса лежит на горизонтальной поверхности, единственной составляющей нормальной силы является сила тяжести, где {\displaystyle N=mg\,}. В этом случае условия равновесия говорят нам, что величина силы трения равна нулю, {\displaystyle F_{f}=0}. Фактически сила трения всегда удовлетворяет условию {\displaystyle F_{f}\leq \mu N}, причём равенство достигается только при критическом достаточно крутом угле рампы (определяемом формулой {\displaystyle \tan ^{-1}\mu }) для начала скольжения.
Коэффициент трения — это эмпирическое (экспериментально измеренное) структурное свойство, которое зависит только от различных аспектов контактирующих материалов, таких как шероховатость поверхности. Коэффициент трения не зависит от массы или объёма. Например, большой алюминиевый блок имеет тот же коэффициент трения, что и маленький алюминиевый блок. Однако величина самой силы трения зависит от силы реакции опоры и, следовательно, от массы блока.
В зависимости от ситуации расчёт нормальной силы {\displaystyle N} включает в себя силы, отличные от силы тяжести. Если объект находится на ровной горизонтальной поверхности и подвергается воздействию внешней силы {\displaystyle P}, тогда она заставляет его скользить, когда сила нормальной реакции между объектом и поверхностью выражается равенством {\displaystyle N=mg+P_{y}}, где {\displaystyle mg} — вес блока и {\displaystyle P_{y}} — составляющая внешней силы, направленной вниз. Перед скольжением эта сила трения равна {\displaystyle F_{f}=-P_{x}}, где {\displaystyle P_{x}} — горизонтальная составляющая внешней силы. Таким образом, {\displaystyle F_{f}\leq \mu N}. Скольжение начинается только после того, как сила трения достигает значения {\displaystyle F_{f}=\mu N}. А до тех пор трение обеспечивает равновесие, поэтому его можно рассматривать просто как реакцию.
Если объект находится на наклонной поверхности, например на наклонной плоскости, нормальная (к поверхности) сила тяжести меньше, чем {\displaystyle mg}, потому что меньшая сила тяжести перпендикулярна грани плоскости. Нормальная сила и сила трения в конечном итоге определяются с помощью векторного анализа, обычно с помощью диаграммы Максвелла — Креионы.
В общем, процесс решения любой статической задачи с трением состоит в том, чтобы рассматривать соприкасающиеся поверхности предварительно как неподвижные, чтобы можно было рассчитать соответствующую тангенциальную силу реакции между ними. Если эта сила реакции удовлетворяет {\displaystyle F_{f}\leq \mu N}, то предварительное предположение было правильным, и это действительная сила трения. В противном случае силу трения необходимо установить равной {\displaystyle F_{f}=\mu N}, а затем результирующий дисбаланс сил будет определять ускорение, связанное со скольжением.

### Коэффициент трения
Коэффициент трения, часто обозначаемый греческой буквой µ, представляет собой безразмерную скалярную величину, которая равна отношению силы трения между двумя телами и силы, прижимающей их друг к другу, во время или в начале скольжения. Коэффициент трения зависит от используемых материалов; например, лёд имеет низкий коэффициент трения о сталь, а резина — высокий коэффициент трения при скольжении по дорожному покрытию. Коэффициенты трения находятся в диапазоне от почти нуля до значений больше единицы. Трение между двумя металлическими поверхностями из одинаковых металлов больше, чем между двумя из разных — следовательно, латунь будет иметь более высокий коэффициент трения при движении по латуни, но меньше чем при движении по стали или алюминию.
Для поверхностей в состоянии покоя относительно друг друга {\displaystyle \mu =\mu _{\mathrm {s} }}, где {\displaystyle \mu _{\mathrm {s} }} — коэффициент статического трения. Обычно он больше, чем его кинетический аналог. Коэффициент статического трения, проявляемый парой контактирующих поверхностей, зависит от совокупного воздействия характеристик деформации материала и шероховатости поверхности, оба из которых берут своё начало в химической связи между атомами в каждом из объёмных материалов, а также между поверхностями материала и любыми другими адсорбированными материалами. Известно, что фрактальность поверхностей, параметр, описывающий масштабное поведение неровностей поверхности, играет важную роль в определении величины статического трения.
Для поверхностей, находящихся в относительном движении {\displaystyle \mu =\mu _{\mathrm {k} }}, где {\displaystyle \mu _{\mathrm {k} }\,} — коэффициент кинетического трения. Кулоновское трение равно {\displaystyle F_{\mathrm {f} }}, и сила трения на каждой поверхности действует в направлении, противоположном её движению относительно другой поверхности.
Артур Морин ввёл этот термин и продемонстрировал полезность коэффициента трения. Коэффициент трения — это эмпирическая величина — его нужно измерить экспериментально и он не может быть определён путём расчётов. Более грубые поверхности обычно имеют более высокие эффективные значения коэффициента трения. Как статические, так и кинетические коэффициенты трения зависят от пары контактирующих поверхностей; для данной пары поверхностей коэффициент трения покоя обычно больше, чем коэффициент кинетического трения; в некоторых наборах два коэффициента равны, например, тефлон на тефлоне.
Большинство сухих материалов имеют значения коэффициента трения от 0,3 до 0,6. Значения вне этого диапазона встречаются реже, но тефлон, например, может иметь коэффициент всего 0,04. Нулевое значение означало бы отсутствие трения, ненаблюдаемое свойство. Резина при контакте с другими поверхностями может иметь коэффициент трения от 1 до 2. Иногда утверждают, что μ всегда <1, но это неверно. В то время как в большинстве соответствующих приложений μ <1, значение выше 1 просто означает, что сила, необходимая для скольжения объекта по поверхности, больше, чем нормальное усилие поверхности на объект. Например, поверхности, покрытые силиконовым каучуком или акриловым каучуком, имеют коэффициент трения, который может быть значительно больше 1.
Хотя часто утверждается, что коэффициент трения является «материальным свойством», его лучше классифицировать как «системное свойство». В отличие от истинных свойств материала (таких как проводимость, диэлектрическая проницаемость, предел текучести), коэффициент трения для любых двух материалов зависит от системных переменных, таких как температура, скорость, атмосфера, а также от того, что сейчас обычно называют временем старения и разрушения; а также от геометрических свойств границы раздела материалов, а именно структуры их поверхностей. Например, медный штифт, скользящий по толстой медной пластине, может иметь коэффициент трения, который изменяется от 0,6 при низких скоростях (скольжение металла по металлу) до менее 0,2 при высоких скоростях, когда поверхность меди начинает плавиться из-за нагрева от трения. Последняя скорость, конечно, не определяет коэффициента трения однозначно; если диаметр штифта увеличивается так, что нагрев от трения быстро устраняется, температура падает, и штифт остаётся твердым, а коэффициент трения повышается до значения, наблюдаемого при испытании на «низкой скорости». 
При определённых условиях некоторые материалы имеют очень низкие коэффициенты трения. Примером является (высокоупорядоченный пиролитический) графит, который может иметь коэффициент трения ниже 0,01. Этот режим сверхнизкого трения называется сверхсмазкой.

### Статическое трение

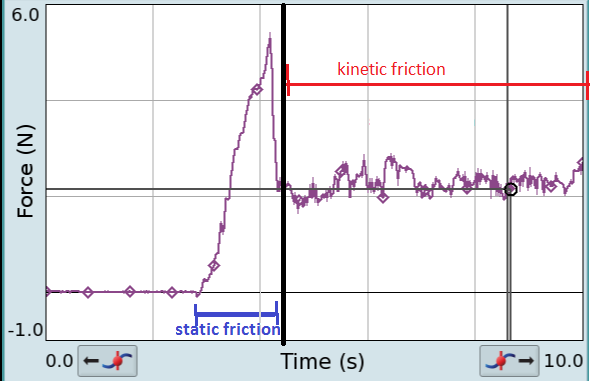
Когда масса неподвижна, то объект испытывает статическое трение. Трение увеличивается по мере увеличения приложенной силы, пока блок не переместится. После того, как блок начнёт перемещение, он испытывает кинетическое трение, которое меньше максимального статического трения.

Статическое трение — это трение между двумя или более твёрдыми объектами, которые не движутся относительно друг друга. Например, статическое трение может предотвратить скольжение объекта по наклонной поверхности. Коэффициент статического трения, обычно обозначаемый как μs, обычно выше, чем коэффициент кинетического трения. Считается, что статическое трение возникает в результате особенностей шероховатости поверхности на различных масштабах длины на твёрдых поверхностях. Эти особенности, известные как неровности, присутствуют вплоть до наноразмеров и приводят к тому, что настоящий контакт твёрдого тела с твёрдым телом существует только в ограниченном количестве точек, составляющих лишь часть видимой или номинальной площади контакта. Линейность между приложенной нагрузкой и истинной площадью контакта, возникающая из-за деформации неровностей, приводит к линейности между статической силой трения и нормальной силой, обнаруживаемой для типичного трения Амонтона — Кулона.
Сила статического трения должна быть преодолена приложенной силой, прежде чем объект сможет двигаться. Максимально возможная сила трения между двумя поверхностями до начала скольжения является произведением коэффициента трения покоя и нормальной силы: {\displaystyle F_{\text{max}}=\mu _{\mathrm {s} }F_{\text{n}}}. Когда скольжения не происходит, сила трения принимает любое значение от нуля до {\displaystyle F_{\text{max}}}. Любая сила меньше чем {\displaystyle F_{\text{max}}} пытающаяся сдвинуть одну поверхность по другой встречает противодействие силы трения равной величины и противоположной по направлению. Любая сила больше, чем {\displaystyle F_{\text{max}}} преодолевает силу статического трения и вызывает скольжение. Происходит мгновенное скольжение, статическое трение больше не применяется — трение между двумя поверхностями тогда называется кинетическим трением. Однако кажущееся трение покоя может наблюдаться даже в том случае, когда истинное трение покоя равно нулю.
Примером статического трения может служить сила, препятствующая скольжению автомобильного колеса при качении по земле. Несмотря на то, что колесо находится в движении, участок шины, контактирующий с землёй, неподвижен относительно земли, поэтому это статическое, а не кинетическое трение.
Максимальное значение статического трения иногда называют ограничивающим трением, хотя этот термин не используется повсеместно.

### Кинетическое трение
Кинетическое трение, также известное как трение скольжения, возникает, когда два объекта движутся относительно друг друга и трутся друг о друга (как салазки по земле). Коэффициент кинетического трения обычно обозначается как μk и обычно меньше коэффициента трения покоя для тех же материалов. Однако Ричард Фейнман отмечает, что «с сухими металлами очень трудно показать какое-либо различие». Сила трения между двумя поверхностями после начала скольжения является произведением коэффициента кинетического трения и силы реакции опоры: {\displaystyle F_{k}=\mu _{\mathrm {k} }F_{n}\,}. Это отвечает за кулоновское демпфирование колеблющейся или вибрирующей системы.
Новые модели показывают, насколько кинетическое трение может быть больше, чем трение покоя. Кинетическое трение, во многих случаях, в первую очередь вызвано химической связью между поверхностями, а не переплетёнными неровностями; однако во многих других случаях эффекты шероховатости являются доминирующими, например, при трении резины о дорогу. Шероховатость поверхности и площадь контакта влияют на кинетическое трение для микро- и наноразмерных объектов, где силы, распределённые по площади поверхности, преобладают над силами инерции.
Происхождение кинетического трения в наномасштабе можно объяснить термодинамикой. При скольжении новая поверхность образуется в задней части скользящего истинного контакта, а существующая поверхность исчезает в передней части. Поскольку все поверхности включают в себя термодинамическую поверхностную энергию, работа должна быть затрачена на создание новой поверхности, а энергия выделяется в виде тепла при удалении поверхности. Таким образом, требуется сила, чтобы переместить заднюю часть контакта, и тепло трения выделяется спереди.

Угол трения θ, когда блок только начинает скользить.

### Угол трения
Для некоторых приложений более полезно определять статическое трение в терминах максимального угла, перед которым один из элементов начнёт скользить. Он называется углом трения и определяется как:
{\displaystyle \mathrm {tg} \theta =\mu _{\mathrm {s} }\,}
где θ — угол от горизонтали, а μs — статический коэффициент трения между телами. Эту формулу также можно использовать для расчета μs на основе эмпирических измерений угла трения.

### Трение на атомном уровне
Определение сил, необходимых для перемещения атомов друг мимо друга, является сложной задачей при разработке наномашин. В 2008 году учёные впервые смогли переместить отдельный атом по поверхности и измерить необходимые силы. Используя сверхвысокий вакуум и почти низкую температуру (5 К), при помощи модифицированного атомно-силового микроскопа перемещались атомы кобальта и молекулы монооксида углерода по поверхности меди и платины.

## Закон Амонтона — Кулона
Основной характеристикой трения является коэффициент трения {\displaystyle \mu }, определяющийся материалами, из которых изготовлены поверхности взаимодействующих тел.
В простейших случаях сила трения {\displaystyle F} и нормальная нагрузка (или сила нормальной реакции) {\displaystyle N_{normal}} связаны неравенством
{\displaystyle |F|\leqslant \mu {N_{normal}},}
| Пары материалов        | {\displaystyle \mu } покоя | {\displaystyle \mu } скольжения |
| ---------------------- | -------------------------- | ------------------------------- |
| Сталь-Сталь            | 0,5—0,8                    | 0,15—0,18                       |
| Резина-Сухой асфальт   | 0,95—1                     | 0,5—0,8                         |
| Резина-Влажный асфальт |                            | 0,25—0,75                       |
| Лёд-Лёд                | 0,05—0,1                   | 0,028                           |
| Резина-Лёд             | 0,3                        | 0,15—0,25                       |
| Стекло-Стекло          | 0,9                        | 0,7                             |
| Нейлон-Нейлон          | 0,15—0,25                  |                                 |
| Полистирол-Полистирол  | 0,5                        |                                 |
| Плексиглас, оргстекло  | 0,8                        |                                 |

### Закон Амонтона — Кулона с учётом адгезии
Для большинства пар материалов значение коэффициента трения {\displaystyle \mu } не превышает 1 и находится в диапазоне 0,1 — 0,5. Если коэффициент трения превышает 1 {\displaystyle (\mu >1)}, это означает, что между контактирующими телами имеется сила адгезии {\displaystyle N_{adhesion}} и формула расчета коэффициента трения меняется на
{\displaystyle \mu ={{F_{friction}+F_{adhesion}} \over N_{normal}}}

## Прикладное значение

### Трение в механизмах и машинах
В большинстве традиционных механизмов (ДВС, автомобили, зубчатые шестерни и пр.) трение играет отрицательную роль, уменьшая КПД механизма. Для уменьшения силы трения используются различные натуральные и синтетические масла и смазки. В современных механизмах для этой цели используется также напыление покрытий (тонких плёнок) на детали. С миниатюризацией механизмов и созданием микроэлектромеханических систем (МЭМС) и наноэлектромеханических систем (НЭМС) величина трения по сравнению с действующими в механизме силами увеличивается и становится весьма значительной {\displaystyle (\mu \geqslant 1)}, и при этом не может быть уменьшена с помощью обычных смазок, что вызывает значительный теоретический и практический интерес инженеров и учёных к данной области. Для решения проблемы трения создаются новые методы его снижения в рамках трибологии и науки о поверхности.

### Сцепление с поверхностью
Наличие трения обеспечивает возможность перемещаться по поверхности. Так, при ходьбе именно за счёт трения происходит сцепление подошвы с полом, в результате чего происходит отталкивание от пола и движение вперёд. Точно так же обеспечивается сцепление колёс автомобиля (мотоцикла) с поверхностью дороги. В частности, для улучшения этого сцепления разрабатываются новые формы и специальные типы резины для покрышек, а на гоночные болиды устанавливаются антикрылья, сильнее прижимающие машину к трассе.

## История
Греки, в том числе Аристотель, Витрувий и Плиний Старший интересовались причиной и снижением трения. Они знали о различиях между статическим и кинетическим трением, а Фемистий утверждал в 350 году, что «легче продолжать движение движущегося тела, чем перемещать тело в состоянии покоя».
Классические законы трения скольжения были открыты Леонардо да Винчи в 1493 году, который был пионером в области трибологии, но законы, задокументированные в его записных книжках, не были опубликованы и остались неизвестными. Эти законы были переоткрыты Гийомом Амонтоном в 1699 году и стали известны как три закона Амонтона сухого трения. Амонтон представлял природу трения с точки зрения неровностей поверхности и силы, необходимой для увеличения веса, прижимающего поверхности друг к другу. Эта точка зрения была развита Бернаром Форестом де Белидором и Леонардом Эйлером в 1750 году, которые вывели угол естественного откоса груза на наклонной плоскости и впервые различили статическое и кинетическое трение. Иоанн Теофил Дезагюлье в 1734 году первым осознал роль адгезии в трении. Эти микроскопические силы заставляют поверхности слипаться; и он предположил, что трение — это сила, необходимая для разрыва прилегающих поверхностей.
Понимание трения в дальнейшем развил Шарль-Огюстен де Кулон (1785). Кулон исследовал влияние четырёх основных факторов, влияющих на трение: природы контактирующих материалов и покрытия их поверхностей; протяженность площади поверхности; нормальное давление (или нагрузка); и продолжительность контакта поверхностей (время покоя). Кулон также рассмотрел влияние скорости скольжения, температуры и влажности, чтобы выбрать между различными икорктическими объяснениями природы трения. Различие между статическим и кинетическим трением появляется в законе трения Кулона, хотя это различие уже было замечено Иоганном Андреасом фон Зегнером в 1758 году. Эффект времени покоя объяснил Питер ван Мушенбрук в 1762 году путём рассмотрения поверхностей волокнистых материалов со сцепляющимися вместе волокнами, что занимает конечное время, в течение которого увеличивается трение.
Джон Лесли (1766—1832) отметил слабость взглядов Амонтона и Кулона: если трение возникает из-за того, что груз поднимается по наклонной плоскости последовательных выступов, то почему тогда оно не уравновешивается движением вниз по противоположному склону? Лесли столь же скептически относился к роли адгезии, предложенной Дезагюлье, которая в целом должна приводить как к ускорению, так и к замедлению движения. По мнению Лесли, трение следует рассматривать как зависящий от времени процесс уплощения, сдавливания неровностей, что создаёт новые препятствия в тех областях, что раньше было полостями.
Артур-Жюль Морен (1833) разработал концепцию трения скольжения по сравнению с трением качения. Осборн Рейнольдс (1866) вывел уравнение вязкого течения. Это завершило классическую эмпирическую модель трения (статического, кинетического и жидкостного), обычно используемую сегодня в технике. В 1877 году Флеминг Дженкин и Джеймс А. Юинг исследовали непрерывность статического и кинетического трения.
В центре внимания исследований в 20 веке стало понимание физических механизмов трения. Франк Филип Боуден и Дэвид Табор (1950) показали, что на микроскопическом уровне фактическая площадь контакта между поверхностями составляет очень небольшую часть видимой площади. Эта фактическая площадь контакта, вызванная неровностями, увеличивается по мере увеличения давлением. Развитие атомно-силового микроскопа (1986) позволило учёным изучить трение в атомном масштабе показав, что на этом масштабе сухое трение — это продукт межповерхностного сдвигового напряжения и площади контакта. Эти два открытия объясняют первый закон Амонтона; макроскопическая пропорциональность между нормальной силой и статической силой трения между сухими поверхностями.

## Журналы
- Трение, Износ, Смазка, журнал о трении.
- Трение и Износ, журнал о трении издаётся Национальной Академией Наук Беларуси с 1980 г.
- Journal of Tribology Архивная копия от 16 января 2013 на Wayback Machine, международный журнал о трении.
- Wear, международный журнал о трении и износе.
- Таблицы коэффициентов трения, численные значения коэффициентов трения.